# Arnošt Petráček
Arnošt Petráček (25 de julio de 1991) es un deportista checo que compite en natación adaptada. Ganó tres medallas en los Juegos Paralímpicos de Verano entre los años 2016 y 2024.

## Palmarés internacional
| Juegos Paralímpicos | Juegos Paralímpicos     | Juegos Paralímpicos | Juegos Paralímpicos |
| Año                 | Lugar                   | Medalla             | Prueba              |
| ------------------- | ----------------------- | ------------------- | ------------------- |
| 2016                | Río de Janeiro (Brasil) | Medalla de oro      | 50 m espalda S4     |
| 2020                | Tokio (Japón)           | Medalla de plata    | 50 m espalda S4     |
| 2024                | París (Francia)         | Medalla de bronce   | 50 m espalda S4     |